# Кланце
Кланце (словен. Klance) — поселення в общині Лошка Долина, Регіон Нотрансько-крашка, Словенія. Висота над рівнем моря: 693 м.